# Paris-Roubaix 1926

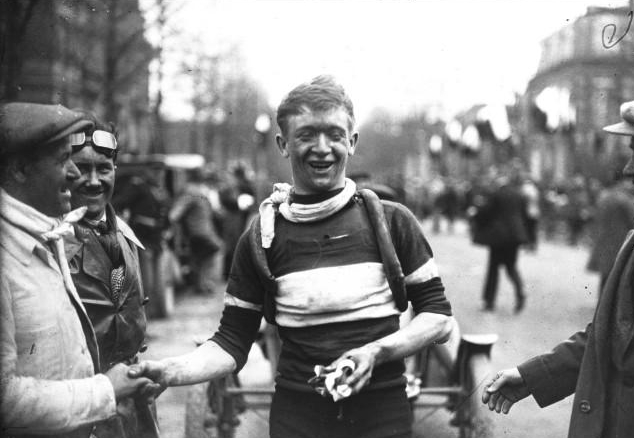
Julien Delbecque à l'arrivée

La 27e édition de la course cycliste Paris-Roubaix a eu lieu le 4 avril 1926 et a été remportée par le Belge Julien Delbecque.

## Parcours
Le départ de cette édition se fait au Vésinet. Longue de 270 km, la course passe par Pontoise, Méru, Beauvais, Breteuil, Amiens, Doullens, Arras, Hénin-Liétard, Seclin. L'arrivée est jugée avenue des Villas, à Roubaix.

## Déroulement de la course
Un groupe d'échappés se forme peu après le départ, dans la côte du Pecq. Il est composé des trois frères Pélissier, Charles, Francis et Henri, Maurice Depauw, Kastor Notter et Émile Sausin, et compte trois minutes d'avance à Beauvais. Il est cependant réduit par des crevaisons : d'abord Francis Pélissier à Conflans-Sainte-Honorine, puis Felix Sellier, suivis de Depauw, Notter et Charles Pélissier. Henri Pélissier, resté seul en tête, est rattrapé par le peloton. À Breteuil, celui-ci est composé de 38 coureurs.
Les attaques de Heiri Suter, Kastor Notter et Henri Pélissier réduisent le groupe de tête à une dizaine de coureurs qui abordent ensemble la côte de Doullens. Pélissier et Adelin Benoît sont les premiers à son sommet. Benoit et Marcel Colleu sont ensuite distancés, de sorte que Pélissier se trouve entouré de quatre coureurs belges : Julien Delbecque, Gerard Debaets, Lode Eelen, Jacques De Graevelynck. Tandis que Colleu, Gaston Rebry et Gustaaf Van Slembrouck le rejoignent, Debaets est lâché à la suite d'un saut de chaîne. Henri Pélissier cherche encore à faire la course seul. À Arras, il n'est plus accompagné que par Eelen et Delbecque, suivi par Van Slembrouck, Rebry, Colleu. Pélissier semble le plus fort, mais il est victime d'une crevaison et est écarté de la victoire.
Julien Delbecque se retrouve seul en tête avec Gustaaf Van Slembrouck. Il parcourt avec lui les derniers kilomètres jusqu'à Roubaix et le distance sur l'avenue des Villas. Âgé de 22 ans, il confirme le talent montré l'année précédente lors de sa victoire au Tour des Flandres. La victoire de ce jeune coureur est pour les observateurs le reflet de cette édition, qui voit des coureurs encore peu connus devancer les plus expérimentés. Eugène Christophe termine à la 44e place son quatorzième et dernier Paris-Roubaix, ce qui constitue alors un record,,.

## Classement final
|    | Cycliste                | Équipe         | Temps |
| -- | ----------------------- | -------------- | ----- |
| 1  | Julien Delbecque        | Armor          |       |
| 2  | Gustave van Slembrouck  | JB Louvet      |       |
| 3  | Gaston Rebry            | Peugeot        |       |
| 4  | Lode Eelen              | Peugeot        |       |
| 5  | Kastor Notter           | Olympique      |       |
| 6  | Henri Pélissier         | Dilecta-Wolber |       |
| 7  | Félix Sellier           | Alcyon-Dunlop  |       |
| 8  | Marcel Colleu           | JB Louvet      |       |
| 9  | Camille van de Casteele | JB Louvet      |       |
| 10 | Adelin Benoît           | Thomann        |       |